# Nation building in Norwegen
Nation building (Nationenbildung) ist ein Begriff, der von amerikanischen Staatswissenschaftlern geprägt wurde, um die Vorgänge zu bezeichnen, die in einer Reihe ehemaliger Kolonien in der Dritten Welt abliefen, indem sie sich von ihren Mutterländern losrissen und sich als eigene Staaten etablierten. In der neueren norwegischen Geschichtsforschung wird dafür der Begriff „nasjonsbygging“ eingesetzt und auf die Entstehung Norwegens als Nation nach der Loslösung von Dänemark im Kieler Frieden angewendet.

## Geschichte des Patriotismus in Norwegen bis 1814

### Begriffliches

#### Patriotismus
Im 18. Jahrhundert wurde der Begriff des „Patriotismus“ in Dänemark-Norwegen in zwei Varianten gebraucht: Zum einen handelte es sich um die Verwirklichung einer allgemeinen staatsbürgerlichen Tugend, um das Zurückstellen des Eigeninteresses zu Gunsten des gemeinen Wohls. Daneben wurde „Patriotismus“ auch in dem Sinne gebraucht, dass es sich dabei um die Förderung des speziell Norwegischen handele. Der allgemeine Patriotismus war eine Tugend, die zur bürgerlichen Gesellschaft als solcher gehörte. Der „nationale Patriotismus“ befasste sich mit den allgemeinen gesellschaftlichen Interessen in ihrer spezifischen Ausformung in einem Teil der Gesellschaft, nämlich der Nation. Das Verhältnis zwischen dem allgemeinen Bürger-Patriotismus und dem besonderen Patriotismus im Hinblick auf die norwegische Nation bildete ein wichtiges Thema in der intellektuellen Elite von Dänemark-Norwegen in der zweiten Hälfte des 18. Jahrhunderts. Im 18. Jahrhundert verfasste der Däne Tyge Rothe Schriften, in denen er die unverfälschte Moral und Freiheit der norwegischen Bauern besonders hervorhob. Sein Verständnis von Patriotismus bezog sich auf die Regierung. Er verfasste 1788 die Schrift Om nogle Danmarks og Norges Fordringer til hinanden; i Anledning af Kronprinsens Rejse til Norge. Darin untersuchte er erstmals gründlich das Verhältnis zwischen Norwegen und Dänemark und forderte, dass die beiden Reiche absolut gleichberechtigt im Gesamtstaat sein sollten. Dort schrieb er auch den Satz: „Das Vaterland lieben heißt die Regierung zu lieben, unter der man lebt.“
Der auf Vernunft gegründete Patriotismus des norwegischen Landrichters (Sorenskriver) Hans Arentz in seiner Schrift von 1787 Grund-Tegning af den fornuftige Norske Patriotism ist demgegenüber anders geartet. Arentz meint, dass der Patriotismus eine natürliche Eigenschaft des Menschen sei, die ohne staatliche Einwirkung entstehe; er verändere sich nicht dadurch, dass verschiedene Landschaften unter eine Regierung zusammengefasst würden. Also bleibe ein Norweger ein Norweger unabhängig von seiner staatlichen Zugehörigkeit. Das staatliche Band zwischen Norwegen und Dänemark führe nicht dazu, dass man Norweger und Dänen nicht auseinanderhalten könne, sowenig wie in Großbritannien die Schotten und die Engländer oder im Habsburgerreich die Österreicher, Böhmen und Ungarn. Da aber dieser Patriotismus sowohl eine Tugend als auch ein Laster sein könne, indem daraus Fremdenhass entstehen könne, forderte er, dass der Patriotismus durch die Vernunft gesteuert werden müsse. Der „vernünftige Patriotismus“ sei erst dadurch vernünftig, dass er mit staatsbürgerlichen Tugenden und Pflichten übereinstimme. Es gebe also einen allgemeinen Patriotismus in norwegischer und in dänischer Form. Der norwegische vernünftige Patriotismus beinhalte daher Treue gegenüber dem König, Wohlgesinntheit gegenüber der königlichen Familie, aufrichtige Sympathie gegenüber dem dänischen Volk, Förderung von allem, was das Wohl des Gesamtstaates fördert; gleichwohl bleibe das norwegische Vaterland das eigentliche und natürliche Ziel. Arentz war also keineswegs für separatistisches Gedankengut aufgeschlossen.

#### Nationalismus
Im 18. Jahrhundert war der Begriff „Nationalismus“ noch ungebräuchlich, in Norwegen-Dänemark bis in die letzten Jahre überhaupt unbekannt. Der Dichter Jens Zetlitz wies es 1796 weit von sich, dass er einem „beleidigenden Nationalismus“ (fornærmende Nationalismus) verfallen sei und betonte, dass er sich davon völlig frei fühle. Dass sich gleichwohl aus dem Patriotismus innerhalb des Staates ein Nationalismus entwickelte, lag am Staatsgebilde selbst. Dänemark-Norwegen war ein Vielvölkerstaat: Die Oldenburger herrschten über Dänen, Norweger, Deutsche, Isländer, dazu kamen Samen, Eskimos, Afrikaner, Bewohner West-Indiens und Bengalen. Innerhalb dieses Gebildes nahm der Regierungssitz Dänemark eine Sonderrolle ein. Dies führte zum Konflikt über den deutschen Einfluss im Zusammenhang mit dem Gesetz zum Bürgerrecht vom 15. Januar 1776. Das Gesetz gab den eingeborenen Bewohnern Dänemarks, Norwegens und der Herzogtümer das alleinige Recht auf Zugang zu öffentlichen Ämtern. Aber es gab viele Deutsche innerhalb des Landes, die nun von allen Ämtern ausgeschlossen wurden. In den Herzogtümern waren sie sogar in der Mehrzahl. Die Staatsideologie war gleichwohl übernational, in erster Linie repräsentiert durch den allen gemeinsamen absolutistischen König, aber auch durch die allgemeine staatsbürgerliche Gesinnung. Eine besondere Ideologie für einen nationalen Patriotismus wäre ein Angriff auf die Ideologie einer gesamtstaatlichen Gesellschaft gewesen und damit letztendlich auf diesen Staat selbst. Die norwegischen Patrioten waren weit davon entfernt, separatistische Ideen zu entwickeln. Gleichwohl weckte die besondere Hinwendung zum speziell norwegischen Horizont in dänischen Kreisen entsprechende Befürchtungen. Aber die norwegischen Patrioten wollten nicht den Vielvölkerstaat verlassen, wollten aber innerhalb dieses Staates der dänischen Nation gleichgestellt werden.
So hatte der Nationalismus in Norwegen zwei Dimensionen: Eine horizontale und eingeführte Dimension, die auf der dänischen Sprache, Kultur und den über mehrere Jahrhunderte gewachsenen dänischen Staatsapparat zurückzuführen war, und eine schwächere vertikale Dimension, die auf das Volksleben, die Volkskultur, die eigene Vergangenheit der Vorzeit aufbaute. Die norwegischen Intellektuellen hatten aber am Ende des 18. Jahrhunderts noch nicht die Mittel, dem norwegischen Vaterland eine politisch-programmatische Form zu geben. In der neueren historischen Forschung wird dies als „Kulturnationalismus“ bezeichnet. Er trug vor 1800 noch keinerlei Tendenzen in sich, sich von Dänemark zu lösen. Im 19. Jahrhundert orientierten sich die norwegischen Nationalisten zunehmend an einem „eigentlichen und historischen Norwegischtum“ in einer inneren und mehr unberührten ethnisch-kulturellen Tradition, die auf einer im Volk verwurzelten Kulturgesellschaft aufbauen sollte.

#### Vaterland

##### Allgemeine Erörterungen
In seinem Buch Tanker om Kjærlighet til Fædernlandet definierte Tyge Rothe 1759 das Vaterland folgendermaßen:

„Det folk blandt hvilket mennesket lever som borgere, det er hans fæderneland […] Fædernelandet betyder menneske, med hvilke vi som borgere ere foreende, ok ikke dennem, blandt hvilke vi først saae dagens lys […] Fædernelandet er det Land, i hvilket vi leve som borgere; jeg holder fast ved denne setning, som ved en leedesnoer, paa det jeg ikke skal forvildes.“

„Das Volk, in dem ein Mensch als Bürger lebt, das ist sein Vaterland. […] Vaterland bedeutet Menschen, mit denen wir als Bürger vereint sind, und nicht die, bei denen wir das Licht der Welt erblicken. […] Das Vaterland ist das Land, in dem wir als Bürger leben; an diesem Satz halte ich als eine Richtschnur fest, durch die ich nicht in Verwirrung komme.“

Vaterland war für ihn die bürgerliche Gesellschaft, die zu fördern eine moralische Tugend, eine Pflicht ist. Allerdings gestand er zu, dass es eine „Kraft“, einen Zug in den Menschen zu dem Ort, wo sie geboren sind, gebe, aber dies dürfe nicht zu einer allgemeinen Regel werden. Denn die Vaterlandsliebe dürfe nicht mit dem Wunsch des Einzelnen verwechselt werden, in der Stadt seiner Eltern zu leben. Zwar sprach man schon von Norwegen und Dänemark als von „Zwillingen“, aber es war offensichtlich, dass die Dänen Dänemark als Vaterland des Gesamtstaates betrachteten. Die Länder wurden von einem dänischen Königshaus regiert, von einer dänischen Kanzlei verwaltet und von einer dänischen Flotte verteidigt.
Der in Norwegen geborene Jurist Eiler Hagerup verfasste 1767 eine Schrift Brev om Kierlighed til Fædrenelandet, in der er die Vaterlandsliebe als Verbindung der Liebe zur bürgerlichen Gesellschaft mit der Liebe zum Geburtsland bezeichnet. Sein Text richtete sich gegen den dominierenden Einfluss der Deutschen unter der Regierung Struensee, wenn er anmahnte, dass man, wenn man sein Vaterland lieben solle, nicht das Gefühl vermittelt bekommen dürfe, man sei ein Fremder im eigenen Land, und kündigte so bereits die Redanisierung unter dem Nachfolger Guldberg an.
1788 verfasste Johan Nordahl Brun eine Preisschrift Fornuftig Kierlighet til Fædrenelandet (Vernünftige Vaterlandsliebe). Sie gewann den von „Det Nordiske Selskab i London“ ausgelobten Preis für die beste Arbeit über das Gebiet „Liebe zum Vaterland im Allgemeinen oder zu Dänemark und Norwegen im Besonderen“. Er band die Vaterlandsliebe nicht an den Geburtsort, sondern an den Ort der frühesten Prägung, also an den Ort, an dem man aufgewachsen ist, und wandte sich von der aufklärerisch rationalen Konstruktion der Vaterlandsliebe als Tugend ab. Auch der Richter und Schriftsteller Envold de Falsen hielt den Geburtsort nicht für einen wesentlichen Bestandteil des Vaterlandes. Er selbst war in Dänemark geboren, hatte aber sein Amt in Norwegen ausgeübt und war so Wahlnorweger geworden. Envold de Falsen fügte zwischen die Vernunft und das Gefühl als vermittelndes Zwischenglied die „Kultur“ ein. Denn dies sei der Ort der Entwicklung des Individuums.

##### Das spezifisch Norwegische
Bald stellte sich die Frage, was denn das spezifisch Norwegische sei.
Zunächst lag der Unterschied in der Natur der Länder auf der Hand, aus dem dann auch unterschiedliche Charaktere abgeleitet wurden. Nicolai Wilse meinte, dass Norwegen und Dänemark eine so unterschiedliche Natur aufwiesen, als seien sie jeweils Teile eines anderen Planeten. Die besonderen Charaktereigenschaften der Norweger wurden dann im Gegensatz zu den Zuständen in Kopenhagen beschrieben. Jonas Rein klagte über Kopenhagens verderbte Kultur, die die unbefleckten Norweger zerstöre. Für Zetlitz waren Norwegen und Kopenhagen geradezu Gegensätze. Christian Frederik Hagerup argumentierte für eine norwegische Universität mit der stickigen Luft, dem schlechten und schlampigen Essen in Kopenhagen, allerlei Ausschweifungen, die des Norwegers heile Natur veränderten. In Norwegen könnten sich die Studenten unschuldigen und erquickenden Lustbarkeiten hingeben, wie Jagd, Konzert und Bootsfahrt. Das würde den edlen Charakter, der der norwegischen Lebensart eigen sei, stärken. So wurde das Klischee vom unschuldigen Landleben verwendet. Früher war für eine Vielzahl von Studenten Kopenhagen nur eine Zwischenstation auf dem Weg zu anderen Universitäten des Kontinents gewesen, insbesondere Rostock und Wittenberg. Der Dreißigjährige Krieg beendete diese Studien in Deutschland, und Christian IV. verbot den Besuch katholischer Universitäten. Im Jahre 1629 wurde bestimmt, dass das Staatsexamen in Kopenhagen zwingende Voraussetzung war, ein geistliches Amt in Dänemark oder Norwegen zu bekleiden. Auch das war ein Argument für eine norwegische Universität, denn nun konnte das europäische Geistesleben direkt nach Norwegen geholt werden und die Universität konnte bestimmen, dass Studenten auch an anderen Universitäten des Kontinents studieren konnten. Tyge Rothe griff auf die mittelalterlichen Norweger aus den Schilderungen Snorris zurück und wies darauf hin, dass die damaligen norwegischen Bauern mit dem König freimütig und unmittelbar reden konnten – ganz im Gegensatz zu den Verhältnissen in Kopenhagen. Ein weiteres Element war die persönliche Freiheit, seine eigenen Angelegenheit nach eigenem Gutdünken zu regeln. Sie wurde auf das Eigentum, das durch das Odalsrett geschützt war, zurückgeführt. Im Unterschied zu den übrigen europäischen Ländern habe es das Lehnsrecht und die Leibeigenschaft in Norwegen nie gegeben. Wergeland relativierte später diese Sicht, indem er in seinem Werk Norges Historie darauf hinwies, dass diese Freiheit in der Praxis nur für den Adel und die Geistlichkeit gegolten habe. Demgegenüber habe das von diesen Ständen zu unterscheidende Volk alsbald seine Freiheit verloren. Hinzu kam die besondere Königstreue der Norweger. Die Norweger sähen den König immer als Beschützer ihrer Rechte und ihrer Freiheit an. Die norwegischen Dichter waren konservativ und ihnen lagen ein Antiroyalismus und die Demokratie völlig fern. Sie betrachteten solches als fremd und unnorwegisch. Zetlitz warf der norwegischen Zeitschrift Hermoder diese Tendenz ausdrücklich vor. Diese Königstreue wurde durch den Kieler Frieden vom 14. Januar 1814 ins Mark getroffen. Dies zeigt sich in den zahlreichen Zuschriften und Eingaben an die Reichsversammlung in Eidsvoll.
Die Heimatdichtung war ebenfalls auf das ausgerichtet, was man aus der Vorzeit als „norwegisch“ betrachtete. Besonders zeigt sich dies in Claus Frimanns „Birkebeinersang“. Wie viele seiner Zeitgenossen entnahm er sein Motiv der Erziehung der Kinder in der Vorzeit Gerhard Schønings französisch inspirierten Norges Riiges Historie (1771): Danach seien die Kinder in der Frühzeit in den kalten Schnee oder eiskaltes Wasser gelegt worden, um sie abzuhärten und um aus ihnen ein Volk von Kämpfern zu machen. Schøning hatte dieses Motiv wiederum aus Montesquieus Klimatheorie in De l'esprit des lois entnommen. Kälte ziehe das äußere Gewebe zusammen und mache es stark und physische Stärke schaffe Selbstvertrauen, Mut und Unabhängigkeit. Auch Holberg vertrat diese Theorie, wenn er behauptete, die Norweger hätten mehr Courage und Heftigkeit als Spanier und Italiener, weil die Kälte Courage und Jähzorn in Mark und Herz treibe. Auch Voltaire war dieser Meinung bezüglich der Schweden in seinem Buch Histoire de Charles XII, roi de Suède (1731). Die Auffassung, dass der Norden das Vaterland der Kämpfer sei, hat offenbar seinen Ursprung in Frankreich. Allerdings lehnten die Norweger der „Norske Selskab“ diese heroischen Stoffe ab. Sie bevorzugten eher die Naturschilderungen schroffer Felsen und tosender Wasserfälle, wie sie in England Mode waren.

### Die Träger des Patriotismus vor 1814
Die Vielzahl patriotischer Texte aus dem Ende des 18. Jahrhunderts darf nicht darüber hinwegtäuschen, dass der Patriotismus in der Bevölkerung kein Thema war. Er war an wenige einzelne Personen gebunden. Eine Bewegung gab es nicht. Er war auf ganzer Linie erfolglos: Weder wurde eine eigene Universität, noch eine Nationalbank erreicht. Es entstanden überhaupt keine spezifisch norwegischen Institutionen. Auch die konspirativen Bemühungen gegenüber Schweden, zu diesem Reich überzutreten, schlugen fehl. Patriotische Zeitungen, wie der Hermoder, hielten sich nur wenige Jahre, erschienen in großen zeitlichen Abständen und verschwanden dann mangels geeigneter Beiträge. Als einziger Erfolg ist die gelungene Verteidigung des Odalsrechts zu verbuchen. Schon die Zeitgenossen fragten nach den Ursachen dieser Erfolglosigkeit und führten sie auf Provinzialismus und Egoismus zurück und darauf, dass man schnelle Erfolge erwartete und rasch aufgab.
Für das allgemeine Wohl und für speziell das Wohl Norwegens engagierten sich hauptsächlich Geistliche und Personen des Beamtenstandes. Im letzten Jahrzehnt des 18. Jahrhunderts gab es in Norwegen sieben Bischöfe und 794 Geistliche. Von denen werden drei Bischöfe und 24 Geistliche als Patrioten bezeichnet, also als Personen, die speziell für den nationalen Gedanken in Norwegen tätig waren. Von 1220 Beamten engagierten sich 27 für den nationalen Gedanken, die Mehrzahl aus den höheren Rängen (Amtmann, Richter). Sie rekrutierten sich hauptsächlich aus dem Südosten Norwegens und den Städten. Von den 24 patriotischen Pfarrern waren 20 in Norwegen geboren, von den patriotischen Bischöfen nur einer. Von den 27 patriotischen Beamten waren 18 in Norwegen geboren. Eine ganze Reihe von sehr aktiven Patrioten waren in Dänemark geboren: Wilse, Moltke, Hans Møller und der Redakteur Conrad Peterson. Als 1814 die Nationalversammlung einberufen wurde, lebten von den 54 Nationalpatrioten der Zeit vor 1800 noch 28. Anfang des 19. Jahrhunderts bestand der Beamtenstand in Norwegen aus ungefähr 800 Offizieren, 600 zivilen Beamten und 400 Geistlichen. Von diesen 1.800 Beamten waren 1.250 in Norwegen, 350 in Dänemark und die restlichen 200 meistenteils in Deutschland (einschließlich der Herzogtümer Schleswig und Holstein) geboren. Die meisten der in Norwegen geborenen Beamten stammten aus Familien, die aus Dänemark und Deutschland eingewandert waren. Hinzu kamen viele, die dänische Mütter hatten, weil die norwegischen Studenten in Kopenhagen sich dort häufig auch verheirateten. Nach einer etwas unsicheren zeitgenössischen Erhebung gab es 1814 208 Zivilbeamte aus Norwegen in Dänemark und 158 Zivilbeamte aus Dänemark in Norwegen. Im norwegischen Offizierscorps waren 65 % in Norwegen geboren, die meisten anderen in Dänemark oder Deutschland. Die obersten Ämter waren durchweg von Dänen besetzt. Die eingewanderten Familien fühlten sich aber bald als norwegisch, und nur sehr wenige folgten dem Aufruf des dänischen Königs, nach der Abspaltung Norwegens nach Dänemark zurückzukehren. Dabei spielte auch eine Rolle, dass die Aufstiegsmöglichkeiten in Norwegen besser waren als in Dänemark. Die Beamten waren von der Ausbildung und der Verwandtschaft her nach Kopenhagen orientiert, die Kaufleute aufgrund ihrer Handelsbeziehungen eher nach England. Ihre Familien stammten überwiegend aus Deutschland beziehungsweise den Herzogtümern Schleswig und Holstein. In Trondheim waren die meisten Kaufleute Flensburger. In Christiansand überwogen Dänischstämmige und im 18. Jahrhundert waren viele Familien aus England nach Vestlandet eingewandert.
Es werden verschiedene Gründe für die Erfolglosigkeit des Bemühens, ein Nationalbewusstsein in Norwegen zu erzeugen, diskutiert: Es gab keine Institutionen, die eine stabile und kontinuierliche patriotische Wirksamkeit tragen konnten. Es gab auch keine geistigen oder intellektuellen Zentren in Norwegen, nicht einmal eine landesweite patriotische Vereinigung. Die nationalen Bestrebungen waren diffus und sehr unterschiedlich. Rationalisten standen gegen Traditionalisten, Liberale gegen Konservative. Die Initiativen waren stark personenabhängig. Der theoretische und ideologische Diskurs wurde zu Gunsten rascher praktischer Ergebnisse vernachlässigt. Als diese dann ausblieben, hatten die Patrioten nur ein loses Ideengerüst, so dass die Bewegung alsbald der Lethargie verfiel. Hinzu kam der Provinzstatus Norwegens und die Entfernung von der Hauptstadt Kopenhagen, wo die Entscheidungen getroffen wurden, die Patrioten aber mangels Verbindungen nicht wahrgenommen wurden. Gleichwohl waren die patriotischen Bewegungen nicht ganz bedeutungslos. Als 1814 die Verbindung zu Dänemark aufgelöst wurde, konnte man auf die Erfahrungen des 18. Jahrhunderts zurückgreifen. Diese Zeit erwies sich sozusagen als Trainingsfeld. Es gab auch gewisse Elemente, die 1814 von Nutzen wurden: Dazu gehören das Bewusstsein der Andersartigkeit gegenüber Dänemark. Es hatte sich so etwas wie eine nationale Identität und ein Gefühl der besonderen Zusammengehörigkeit entwickelt. Es fehlte nur der allgemeine Wille, eine eigene Nation zu bilden. Der wurde erst durch die äußeren Umstände 1814 erzeugt und führte dann zu einem Widerstand gegen die Einverleibung in den schwedischen Staat.

### Die politische Diskussion
Brun, Rothe und Arentz waren in der Tradition des Naturrechts des 17. Jahrhunderts fest verwurzelt. Bei ihnen war die Union zwischen Dänemark und Norwegen unter einer absolutistischen Regierung ein von der Vernunft geleiteter Gesellschaftsvertrag. Die gefühlsmäßige Bindung eines Norwegers an Norwegen war für einen eigenen nationalen Gesellschaftsvertrag nicht ausreichend. Zwar könnte theoretisch ein Staat sowohl national und vernünftig sein, aber nur unter bestimmten historischen Bedingungen, die diese Verfasser nicht als gegeben ansahen. In diesem ideologischen Argumentationsumfeld war eine Weiterentwicklung zu einem sich von Dänemark emanzipierenden Patriotismus nicht möglich.
Einen davon unabhängigen Ansatz wählte Nicolai Wilse. Er ist bekannt als einer der eifrigsten Verfechter einer eigenen norwegischen Universität im Jahre 1793. Er gilt, obgleich aus Dänemark stammend, als Vordenker einer weitgehenden norwegischen Selbständigkeit. 1795 verfasste er in der neu gegründeten Zeitung Hermoder einen Artikel unter dem Titel „Om den norske Selvstændighed med Hensyn til Periodiske Skrifter for Norge“ (Über die Selbständigkeit Norwegens im Hinblick auf periodische Schriften für Norwegen) und bezog sich auf die in Dänemark erscheinenden Zeitschriften Minerva und Den danske Tilskuer. „Selbständigkeit“ war für ihn die besondere Eigenart, die eine Person oder ein Volk von Natur aus habe, die sich darin ausdrücke, dass die Person oder das Volk so weit als möglich aus sich selbst heraus bestehe. Trotz der Übereinstimmungen zwischen Norwegen und Dänemark über die Jahrhunderte sei nun der Zeitpunkt gekommen, an dem die Norweger im Hinblick auf die Natur norwegisch sein sollten. Er befand, dass Norwegen trotz der Vereinigung mit Dänemark in kultureller und natürlicher Hinsicht durchaus selbständig sein könne. Er dachte auch an eigene norwegische Staatseinrichtungen. Norwegen könne eine politische Selbständigkeit haben, soweit es die Union zulasse. Sein Gedanke lief auf eine weitgehende Autonomie innerhalb des Gesamtstaates hinaus. Diese Gedankengänge fanden in Norwegen weiten Anklang, und man wandte sich gegen die Vormundschaft Dänemarks für ein Land völlig anderer Beschaffenheit und kritisierte Dänemark, dass es die Freiheit Norwegens, Kunst und Wissenschaft nach eigener Art zu behandeln, an sich gerissen habe. In dieser Zeitperiode wurden „Patria“, „Vaterland“ und „Nation“ noch synonym für die staatsbürgerliche Gesellschaft innerhalb des „Zwillingsreiches Dänemark-Norwegen“ verwendet. Erst im Zuge der Romantik des 19. Jahrhunderts bekam der Begriff Nation die Bedeutung für ein in Sprache, Kultur und Geschichte abgrenzbares Volk.
Diese Entwicklung rief in Dänemark Gegenstimmen auf den Plan. So schrieb Jacob Baden 1793: „Ich nenne nicht den Patriot, der das eine Dänemark, das eine Norwegen liebt; vielmehr wenn die Liebe beide Staaten umfasst und sich für das Wohl beider einsetzt.“ Jens Zetlitz erfuhr in Dänemark negative Reaktionen auf seine nationale Dichtung. In einer Kritik in Lærde Efterretninger von 1796 hieß es: „Meine Beschwerde lautet, dass viele Norweger nicht den dänisch-norwegischen Staat betrachten, sondern bloß das Land Norwegen als ihres Vaters Haus und die, die in Seeland oder Fynen geboren sind, nicht als Mitbürger, weil sie nicht in Norwegen geboren sind, ansehen, sondern als Halbbrüder.“ Das sei eine Art des Heimatdenkens, von der man Abstand halten sollte. Zetlitz verteidigte seine Bevorzugung Norwegens vor Dänemark und wies die Beschuldigung, dass er einen beleidigenden Nationalismus hege, zurück. Nach seiner Meinung würde die bürgerliche Gesellschaft durch Unterdrückung solcher Heimatgefühle mehr verlieren als gewinnen. Sie seien kein Objekt moralischer Gesetze. Das war eine vernunftgeleitete naturrechtliche Argumentation: Die Heimatliebe liege in der Natur des Menschen und sei daher den Naturgesetzen unterworfen und daher auch nicht Teil der menschlichen Handlungsfreiheit. Erst Laurids Engelstoft befreite die Diskussion von Vernunftargumentation: „Sollen wir unseres eigenen Herzens Stimme verurteilen? […] Können wir das Gebot der Natur wegargumentieren?“ Das war die Argumentation, die die norwegischen Patrioten wie Zetlitz seit langem geltend gemacht hatten und wofür sie kritisiert worden waren.
Die Diskussion erstreckte sich auch auf die Ausbildung. Allmählich wandte man sich von der theoretischen Diskussion praktischen Problemen zu. Die Patrioten traten angesichts der relativen Rückständigkeit Norwegens für die Verlagerung des Schwergewichts der Ausbildung auf praktisch anwendbare Wissenschaften ein. Hagerup meinte 1788, dass man die nützlichen Wissenschaften, wie Maschinenbau, Physik, Mathematik, Astronomie und Fächer der Naturkunde fördern müsse. Den dänischen Forschern solle man „Theologie, arabische Manuskripte und ausgestorbene Sprachen“ überlassen. Realschulen rückten in den Vordergrund. Der Lateinunterricht wurde als überflüssig empfunden. In Kongsberg wurde eine Bergakademie nach schwedischem Vorbild gegründet. Diese auf die praktische Anwendbarkeit ausgerichtete Bildungspolitik hatte 1793 Auswirkungen auf die Gründungsdebatte für die Universität in Christiania. Die Patrioten entwickelten bewusst eine von Dänemark abweichende als spezifisch norwegisch empfundene Ausbildungskultur, eine nationale Wissenschaft, Öffentlichkeit und Literatur.
Sowohl in Dänemark als auch in Norwegen war die Sprache ein besonderer Punkt im Nationalgefühl. Denn bei Hofe und in der Oberklasse sprach man Deutsch oder Französisch, die Gelehrten sprachen Latein, und die Norweger und Dänen empfanden es bereits zu Anfang des 18. Jahrhunderts als empörend, dass die ausländische und fremdsprachliche Oberklasse das Dänische als eine minderwertige Sprache ansah. Erst mit Holberg erhielt das dänische ein gewisses nationales Prestige. Allerdings wandte er sich selbst gegen die Vaterlandsliebe, wie der Nationalismus damals hieß, die Fremdenhass hervorbringe und der christlichen Nächstenliebe entgegenstehe. Seine Ideale waren kosmopolitisch und kosmopolitisch waren auch die Ideale der „Norske Selskab“. Er übersetzte lateinische und französische Texte ins Dänische, hatte aber für dänische Literatur keinen Sinn. Auch seine eigenen Schöpfungen folgten klassischen Stilvorgaben. So wurde es auch in der „Norske Selskab“ gehandhabt: Sie interessierte sich nicht für die nationale Überlieferung, sondern imitierte ausländische, besonders lateinische Vorbilder – oder Holberg selbst. Erst nach 1770 wurde Holbergs Gedanke einer dänischsprachigen Literatur ernstlich in Angriff genommen. 1775 wurde verordnet, dass die Lateinschulen auch die Muttersprache unterrichten sollten.
Sogar die Kleidung wurde zum Gegenstand patriotischer Erörterungen. Schweden hatte 1778 Nationaltrachten eingeführt. 1788 wurde in Kopenhagen anonym ein Preis für die drei besten Artikel zum Thema: „Er det nyttigt eller skadeligt at indføre en National-Dragt?“ ausgeschrieben. Innerhalb der Auslobung wurden fünf Hauptpunkte angesprochen, die behandelt werden sollten. Dabei ging es nicht nur um eine praktische Kleidung, sondern auch um Bekleidungsindustrie, Absatzmarkt und die Abwehr ausländischer Luxusgüter sowie die Kennzeichnung von Standesunterschieden.
Aber die politische Diskussion fand nicht nur zwischen Norwegern und Dänen statt, sondern auch zwischen den norwegischen Patrioten unterschiedlicher Interessen untereinander. Kritiker des Plans einer eigenen norwegischen Universität meinten, sie könne nur so klein sein, dass sie allenfalls zur Ausbildung von Funktionären dienen, aber keinen wissenschaftlichen Aufschwung in Norwegen herbeiführen könne. Sie meinten, eine breite Streuung von Gymnasien in den Landesteilen Norwegens sei für die Bildung nützlicher als eine einzelne Universität. Hinzu kam der Verdacht, eine eigene norwegische Universität könnte als Beginn eines separatistischen Nationalismus ausgelegt werden. Der dänische Pfarrer Otto Ottesen brachte diesen Gesichtspunkt in die Debatte und erntete einen Sturm der Entrüstung seitens der Norweger, die jeglichen separatistischen Gedanken weit von sich wiesen.
Aber auch über den Standort und die Finanzierung wurde gestritten. Lokale Interessen führten zu den Vorschlägen Christiania, Tønsberg, Stavanger, Bergen und Trondheim. Bei der Finanzierung wollte man auf die Freigiebigkeit der eigenen Bevölkerung bauen, und die Patrioten versicherten, dass man den Staatshaushalt nicht belasten wolle. Bald aber meldeten sich Zweifel, und man griff dann doch auf den Staat zurück, indem man einen Teil des norwegischen Steueraufkommens abzuzweigen vorschlug. 1795 wurde das Ersuchen, eine norwegische Universität zu gründen, vom König abschlägig beschieden, da die Finanzierung nicht gesichert sei. Stattdessen wurde den norwegischen Gymnasien das Recht zugesprochen, das Eingangsexamen für die Universität selbst abzunehmen.
1796 schlug Bernt Anker vor, eine besondere Norwegische Nationalbank zu gründen. Er wies darauf hin, dass in Christiania bewegliche Werte in Höhe von 1.000.000 Reichsthaler vorhanden seien, aber nur 30.000 Reichthaler Umlaufgeld. Der Handel zwischen Norwegen und dem Ausland erfordere die Ausweitung der Geldmenge. Ihm schwebte je eine Bank in jedem der vier Bistümer vor, zunächst aber in Christiania. Sie sollte privat als Aktiengesellschaft geführt werden, ohne dass der Staat irgendwelche Garantien für die Kredite gebe. Hier mischten sich private Interessen mit Patriotismus, indem er in seinem Vorschlag die leitenden Positionen mit Mitgliedern seiner Familie besetzen wollte. Die Regierung betrieb nach 1790 eine sehr vorsichtige und deflationäre Geldpolitik. Am 11. Februar 1791 wurde „Den dansk-norske Speciesbank“ gegründet. Sie war die erste Bank, die gleichermaßen Dänemark und Norwegen bedienen sollte und erhielt 1797 eine Filiale in Christiania und 1798 Filialen in Bergen und Trondheim. Die Geldpolitik lief den Interessen des Holzhandels zuwider und war wesentlich auf dänische Interessen ausgerichtet. Der Wechselkurs des Reichsthalers stieg gegenüber dem englischen Pfund erheblich, so dass der Holztransport um fast 1⁄3 schrumpfte. Ihm schwebte eine eher inflationäre Geldpolitik vor. Aber er fand keine ausreichende Unterstützung, teils weil die Handelsherren im Gegensatz zu ihm Kreditgeber waren, teils weil sie Aktien der Dansk-norske Speciesbank hielten. Nach 1800 war sein Plan nicht mehr aktuell.
Kontrovers wurde auch das Odalsrecht diskutiert. Es behindere die Entwicklung. Es führte zu einer Übernutzung und Zerstörung des Landes, indem man versuchte, in der Zeit, bis der Eigentümer die Herausgabe des Landes forderte, so viel wie möglich aus dem Land herauszuholen. Besonders in der Forstwirtschaft waren die negativen Folgen sichtbar. Außerdem hielt man das Odalsrecht für ein überholtes Rechtsinstitut aus der alten Königszeit, dass einer aufgeklärten Zeit nicht mehr angemessen sei. Besonders das Rückforderungsrecht nach einer Ersitzung galt als Eingriff in die Eigentumsordnung. Die Befürworter, zum Beispiel Johan Nordahl Brun, dagegen hoben die Tradition hervor, die sich in dieser Rechtsordnung niedergeschlagen habe. Er meinte auch, dass das Odalsrecht die Vaterlandsliebe, die Verbundenheit mit dem angestammten Boden stärke, das nicht durch Kauf und Verkauf ersetzt werden könne. Dieses müsse gegen die Geldmacht von Käufern geschützt werden. Der Odalsbauer wurde bei Brun zum Nachfolger des verlorenen Adelsstandes. Auch Envold de Falsen schrieb 1793: „Der norwegische Adel ist verschwunden, und ich beklage den Verlust nicht, solange die Bauern Odal und Eigentum haben.“ Der Odalsbauer wurde als freigeborener Adelsrest aufgefasst. Das Odalsrecht habe die Leibeigenschaft in Norwegen verhindert. Die Verteidiger sahen darin den Geist der ganzen Nation verkörpert. Die Regierung ließ die Frage auf den Tingversammlungen im Herbst 1787 und Winter 1788 prüfen. Das Ergebnis war die Empfehlung, das Odalsrecht zu belassen. Die Debatte hatte also keine Auswirkungen auf das Odalsrecht, aber erzeugte eine tiefe Spaltung unter den norwegischen Patrioten in Traditionalisten und Reformern. Diese Trennungslinie kam nach 1814 noch deutlicher zum Vorschein.
Die Ablehnung der Universität ließ die patriotische Bewegung erlahmen. Bereits zwischen 1780 und 1790 waren hin und wieder Zweifel aufgekommen, wie weit der patriotische Geist in der allgemeinen Bevölkerung verwurzelt sei. Hans Strøm klagte 1788, dass die Norweger nicht die geringsten Anzeichen von der Stärke ihres Geistes und Körpers, ihrer Abgehärtetheit, ihres Fleißes und ihrer Einfachheit zeigten, die die Einwohner gebirgiger Länder auszuzeichnen pflegten. Stattdessen sei man in Lethargie, Gleichgültigkeit und Verweichlichung verfallen. Johann Brun charakterisierte das Milieu von Bergen so: „Hier sehen wir nur den Handel, hören nur über den Wechselkurs, die Ordnung, die Frachten, den Klippfisch und den Rundfisch und so weiter. Sich aus all dem herauszuhalten und den Geist den nackten Felsen zuzuwenden oder den Gruben des Bergbaus, das ist nicht so einfach.“ Dieser Kritik schlossen sich viele an. Die Vorstellungen über den norwegischen Nationalcharakter, die Zetlitz beschrieben hatte, wurden von den Kritikern nicht als Beschreibung der Wirklichkeit, sondern als ideologische Postulate wahrgenommen.
Alle patriotischen Überlegungen vor 1809 hielten sich im Rahmen des dänischen Reiches. Bestrebungen, sich von Dänemark zu lösen und sich Schweden anzuschließen, kamen erst 1809 mit Graf Wedel auf und waren etwas völlig Neues im Verhältnis zur Zeit davor.

## Die Vorgeschichte
Bereits im 17. Jahrhundert setzte sich Erik Bredal (1643–1672 Bischof von Trondheim) für die Gründung einer norwegischen Universität ein. Erste Vorstufe dazu wurde die von Bischof Johan Ernst Gunnerus und Gerhard Schøning 1760 gegründete „Trondhjemske Selskab“, die sich ab 1767 „Det Kongelige Norske Videnskabers Selskab“ (Die Königlich Norwegische Wissenschaftliche Gesellschaft) nennen durfte. Ab 1761 gab die Gesellschaft wissenschaftliche Arbeiten heraus, widmete sich aber hauptsächlich Themen der Landwirtschaft in Norwegen. Gunnerus wurde von Struensee nach Kopenhagen geholt, um die dortige Universität zu reformieren und brachte bei dieser Gelegenheit wieder den Wunsch der Norweger nach einer eigenen Universität zur Sprache. In dessen Amtszeit erschien auch die Wochenschrift Norges Intelligenz Seddeler (1770–1773). 1771 veröffentlichte Peter Frederik Suhm anonym den Essai sur l'état présant des Sciences, des Belles Lettres et Beaux Arts dans le Danemarc et dans la Narvégue, in welchem er das Fehlen einer norwegischen Universität bedauerte. Es erschienen eine ganze Reihe historisch-topografischer Werke, die das Ziel hatten, den Lokalpatriotismus anzuregen.
1791 wurde in Christiania „Det corresponderende Topografiske Selskab for Norge“ gegründet. Zweck der Gesellschaft sollte die Sammlung aller Erkenntnisse über Norwegen sein. Sie gab auch eine Zeitschrift heraus: Topografisk Journal for Norge. Hier waren Geistliche, Beamte und Militärs stark engagiert. Die Mitglieder lieferten Beschreibungen ihrer Distrikte, und die Militärs befassten sich mit der militärisch wichtigen Kartographie. Der national-patriotische Ansatz war noch gering. Es erschienen Artikel wie „Versuch und Erfahrung mit Rentierflechte als Brotbeimengung“. Als sich die Gesellschaft auflöste, wurde ihre Arbeit von der „Selskabet for Norges Vel“ fortgesetzt, die eine deutlich patriotischere Linie verfolgte.
Bei den Dichtern der „Norske Selskab“ in Kopenhagen ist – mit Ausnahme Johan Herman Wessels – ein deutlicher patriotischer Zug festzustellen. Sie lernten die Schweizer Naturschilderungen von ragenden Bergzinnen, schäumenden Bächen, erhabenen Wäldern und glitzernden Seen kennen und lehnten sich in ihren vorromantischen Schilderungen Norwegens an diese Vorbilder an. Der norwegische Dichter Christian Braumann Tullin, der in Norwegen-Dänemark die Lyrik erneuerte, war besonders von dem Schweizer Haller beeinflusst.
Thomas Bartholin stellte die Frage, warum die alten Wikinger den Tod nicht gefürchtet hätten, und stellte als Antwort eine Reihe Texte und Verse aus der norrønen Literatur zusammen, die die Furchtlosigkeit belegen sollten.
Es gab im 18. Jahrhundert nur wenige Bibliotheken. 1784 wurde in Christiania eine öffentliche Bibliothek gegründet. Dafür hatten die privaten Bibliotheken umso größere Bedeutung. Bis 1700 war der Analphabetismus weit verbreitet. Danach aber wurde der Unterricht gefördert und der 1736 der Konfirmationszwang eingeführt. Zunächst gab es in den Bibliotheken nur wenig dänische Bücher. Die Mehrzahl war auf Latein und Deutsch. Im Laufe des 18. Jahrhunderts waren die französischen Bücher im Vordringen. Hugo Grotius und Pufendorf, auch Machiavelli und vor allem Montesquieu und Rousseau waren vertreten. Besonders Rousseau wurde in Katalogen, Briefen und Aufsätzen nach 1760 häufig genannt und zitiert. In dieser Zeit hatten Montesquieu und Rousseau wohl den größten Anteil an der Meinungsbildung des norwegischen Gebildeten, in der Regel Geistliche. Die bäuerliche Bevölkerung war von diesen Ideen wenig berührt. Der Dichter Hans Ström beklagte in einer Antwortschrift zu Tyge Rothes Schrift von 1788 den mangelnden Gemeinschaftssinn und das geringe Interesse für öffentliche Fragen. Die Vorhut des norwegischen Nationalbewusstseins saß in Kopenhagen, insbesondere in „Det Norske Selskab“. Unter den Bauern, die sich nicht einmal um die Bewohner des Nachbartales gekümmert hatten, dürfte sich kaum ein starkes Nationalgefühl entwickelt haben.
1771 schrieb Even Hammer (1732–1800) eine patriotische Schrift mit dem Titel Philonorvagi velmeente Tanker, til veltænkende Medborgere, in der er davon sprach, dass Dänemark Norwegen ausgesogen habe. Auf diese Weise sei Norwegen von einer im Umlauf befindlichen Geldmasse von sechs bis sieben Tonnen Gold, wenn nicht mehr, entblößt worden. Offenbar hatte er dabei die Sonderabgaben und Militärausgaben, wobei der den „letzten Holsteinischen Feldzug der Norweger“ erwähnte, im Sinn. Auch griff er auf S. 95 seiner Schrift das dänische Kornmonopol an. Hammers Schrift lief auf die Forderung einer selbständigen Wirtschaftsverwaltung für Norwegen hinaus. Dabei verlangte er auch eine eigene norwegische Bank, eigene Real- und Handelsschulen und eine eigene Universität. Nach ihm erschienen viele anonyme Schriften mit gleicher Tendenz. Allerdings hatten diese Schriften eine geringe Resonanz: Sie wurden in Kopenhagen von jungen Studenten verfasst, die später in den Staatsdienst traten und dann verstummten. Hammer zum Beispiel wurde 1773 Amtmann in Romsdal.
1793 wurde die Forderung nach einer norwegischen Universität verstärkt vorgetragen. 1796 kam die Forderung nach einer norwegischen Bank erneut auf. In Norske Intelligenz Sedler wurde ein Preis für die beste Arbeit über das Thema „Hvorledes et Universitet i Norge kunde indrettes til størst Nytte for Landet, med Hensyn til Tidernes cultur, og Videnskabernes Tilstand“ (Wie eine norwegische Universität zum größten Nutzen des Landes im Hinblick auf die gegenwärtige Kultur und den Zustand der Wissenschaften eingerichtet werden kann) ausgelobt. Der Hauptpreis betrug 200 Reichsthaler, der zweite Preis 100 Reichsthaler. Als beste Arbeit wurde Christen Prams Forsøg om en Højskoles Anlæg i Norge (Versuch über die Gründung einer Hochschule für Norwegen) ausgezeichnet. Pram war Däne aus Kopenhagen. 1795 wurde dem König der Antrag auf eine eigene Universität vorgetragen. In der Zwischenzeit führte das Thema der eigenen Universität zur umfassendsten Diskussion unter den Patrioten vor 1807. Wilse trat für eine allgemein wissenschaftliche Ausrichtung der Universität ein, so dass sie auch für die Ämter im Staat und die Förderung von besonders Begabten nach ihrer besonderen Befähigung da sei. Vorbild war die Universität von Kopenhagen. Die Universität sollte eine allgemeinkulturelle Einrichtung der Aufklärung sein. Wilse forderte andererseits auch eine „zeitgemäße“ Ausrichtung nach den speziellen Bedürfnissen Norwegens. 1793 hatte er in seinem Universitätsplan den so genannten „gelehrten Luxus“ gegen das „Nützliche und Notwendige“ abgegrenzt. Schließlich kamen die Vorschläge zu einer kleinen Hochschule, in der man sich auf die in Norwegen brauchbaren Naturwissenschaften konzentrieren sollte. Außerdem sah man die jungen Studenten den sittlichen Gefahren der Hauptstadt ausgesetzt, wenn sie gezwungen waren, für die erforderlichen Examina dorthin zu reisen. In fast allen Texten, die sich mit der Gründung einer norwegischen Universität befassen, ist das sittliche Verderben, in das die norwegischen Studenten hineingezogen würden, ein Hauptthema. Kopenhagen repräsentierte für Norweger einen fremden Lebensstil. Die Autoren hielten den norwegischen Nationalcharakter demgegenüber durchweg für rein und unverdorben.
Der Patriotismus in der Periode der Druckfreiheit unter Struensee zwischen 1770 und 1772 unterschied sich vom Patriotismus der Reformperiode zwischen 1784 und 1801. Es war mehr ein Patriotismus allgemeiner Unzufriedenheit mit begrenzten politischen Zielen. Er wurde nur von einigen Norwegern in Kopenhagen getragen und hatte nur geringe Kraft, weil er von zufälligen Gelegenheiten abhing. Nach 1784 kam Bewegung auch in den norwegischen Beamtenstand hin zu einer mehr nationalen Perspektive. Der gesamtstaatliche Patriotismus wurde durch die Rücknahme der Druckfreiheit 1799 und die Schlacht auf der Reede Kopenhagens 1801 erschüttert. Es entstand ein romantisch-rhetorischer Gesamtstaatspatriotismus mit panegyrischen Gedichten. Es war die Epoche von Oehlenschlägers Guldhornene.

### Politische Ereignisse
Olav II. von Dänemark, der Sohn Margarethes I. wurde nach dem Tod seines Vaters Håkon VI. von Norwegen 1380 als Olav IV. König von Norwegen. Diese Verbindung zwischen Norwegen und Dänemark unter einem König währte bis 1814, als im Kieler Frieden Dänemark gezwungen wurde, Norwegen an Schweden abzutreten. Christian III. ging in seiner Wahlkapitulation im Oktober 1536 noch weiter: Danach war Norwegen kein eigenes Königreich mehr, dessen König er war, sondern ein Glied innerhalb des dänischen Reiches, gleichgestellt mit Jütland, Fünen, Seeland und Schonen. Erst als Friedrich III. absolutistischer Herrscher wurde, änderte sich die Stellung, indem er sich als König von Dänemark und Norwegen bezeichnete. Bekannt gemacht wurde das Gesetz, das den Absolutismus einführte, erst bei der Thronbesteigung seines Nachfolgers Christian V. Ob Norwegen in der Zwischenzeit tatsächlich als Reich aufgehört hat zu bestehen, ist umstritten. Es gibt Stimmen, die dies bestreiten. Die Folge jedenfalls war, dass hohe Ämter in Norwegen durchweg mit Dänen besetzt wurden. Die Geistlichkeit sprach Dänisch. Nachdem Christian III. den Druck der Übersetzung des Neuen Testaments aus dem Deutschen ins Norrøne durch Oddur Gottskálksson zwar gebilligt hatte und es auch drucken ließ, aber den Vertrieb nur in Island, nicht aber in Norwegen erlaubte, sondern dort nur eine dänische Übersetzung einführte und auch die Kirchenordinanz für Norwegen nur auf Dänisch verfügbar war, war der Untergang der alten norwegischen Sprache nur eine Frage der Zeit. Wer in Norwegen Pfarrer werden wollte, musste in Kopenhagen studieren und verkündete das Evangelium dann auf Dänisch.
Aber es regte sich auch nationaler Widerstand. Er wurde von der bäuerlichen Bevölkerung getragen, die sehr stolz auf ihre weit zurückreichenden Stammbäume war. Die Bauern betrachteten die Beamten als Fremdlinge, die sich in Sprache und Sitte deutlich von ihnen unterschieden. Demgegenüber gehörten die Beamten und die Stadtbevölkerung durchweg dem deutsch-dänischen Kulturkreis an.
1788 kam Kronprinz Frederik nach Norwegen zu Besuch. Dieser Besuch war Anlass zu einer Fülle von Schriften, die einerseits bis zur Schmeichelei dem Kronprinzen huldigten, andererseits politische Forderungen meist poetisch verblümt vortrugen. Der Kronprinz wurde als Repräsentant der Tugend und damit auch als Norwegens Wohltäter gefeiert. Er habe nämlich die Schmeichler von seinem Hofe entfernt. Damit verband sich auch die Bitte um Aufhebung Kornmonopols und eine Reform der Norwegenpolitik. Man erneuerte die Forderung nach einer eigenen Universität.
Am 11. März 1790 kam es zu einem konspirativen Treffen zwischen Gustav Mauritz Armfelt und vier Norwegern, den Kaufleuten Carsten Tank und Amund Linnes Hofgaard aus Fredrikshald, dem Kaufmann Jens Moestue aus Christiania und dem Besitzer von Odals Eisenfabrik Hansen Neumann auf der schwedischen Seite der norwegisch-schwedischen Grenze. Es ging darum, Norwegen mit schwedischer Hilfe aus der dänischen Union zu lösen. Aber man wollte sich nicht Gustav III. unterwerfen, und so zerschlugen sich die einem Bevollmächtigten von Gustav III. von Schweden Pläne. Hinter diesem Vorgehen standen wirtschaftliche Interessen. Vor allem war Neumann auf die Roheisenlieferungen aus Schweden angewiesen. Moestue hatte enge Handelsbeziehungen nach Schweden, besonders nach Värmland. Er verkaufte Wein und Branntwein gegen Eisenwaren. Für Fredrikstad spielte der Handel mit Schweden eine bedeutende Rolle. Er bezog sich auch auf den Holztransport von Kongsvinger und Eidskog durch Värmland. Diese vier Personen waren also repräsentativ für Ostnorwegen. Aus diesem Gebiet kamen 1809 die Sympathisanten für den Plan Wedels, Norwegen mit Schweden zu vereinen, wie er auch 1814 wieder aufkam.
Der Kriegsausbruch 1807 führte zu einer neuen Konstellation. 1809 etablierte sich ein staatspolitischer Patriotismus auf der Linie Graf Wedels. Kronprinz
Christian August wurde nach der Niederlage Schwedens gegen Russland 1809 als schwedischer Thronfolger zum Hoffnungsträger der nach Schweden orientierten Patrioten. Denn die Niederlage schien ihnen die Gefahr einer regional hegemonialen Großmacht Schweden zu vermindern. Doch sein plötzlicher Tod 1810 musste die Richtung des Reformpatriotismus ändern. Die Ankunft Christian Frederiks 1813 als dänischer Statthalter spaltete die Bewegung. Denn er verfolgte das Ziel eines halbautonomen Norwegens mit eigener Universität und eigener Bank innerhalb des dänischen Reiches. Entscheidend wurde die Versorgungsabhängigkeit von Dänemark und die Tatsache, dass er auch als gewählter König Norwegens immer noch Thronerbe Dänemarks war. Doch diese Tendenzen der konservativen Patrioten wurden mit dem Kieler Frieden abgebrochen. Es blieb nun nur noch als mögliches Ziel die innere Autonomie innerhalb einer Union mit Schweden. Alle bedeutenden politischen Akteure favorisierten nun diesen Weg: Wergeland, Welhaven, Schweigaard, Ueland und der junge Bjørnson. Erst 1870 kam es zu neuerlicher Opposition, die Norwegen sowohl vom schwedischen König als auch von anderen Unionsverpflichtungen lösen wollte. 1890 wurde dieses Ziel als unionsfeindlicher Nationalismus ausdrücklich formuliert. Aber das ganze 19. Jahrhundert hindurch wurde der Kampf um die nationale Kultur geführt unter den Begriffen „Beamtenstandskultur“ gegen „Bauernkultur“, „Danomanie“ gegen das „Norwegische“ (norskdom = Norwegischtum), „Ostland“ gegen „Westland“. Noch 1877 klagte Arne Garborg darüber, dass Norwegen keine richtige Nation sei. Denn im Nationenbegriff liege die volle naturbedingte bewusste Einheit nach innen und eine selbstbewusste Selbständigkeit nach außen, aber man habe keines von beiden. Die norwegische Intelligenz sei nur eine dänische Provinz.

## Norwegen nach 1814
Neben den Studentenvereinigungen waren die Bauern treibende politische Kräfte. Die Bauern waren von John Neergaard politisiert worden. Er wollte sie in einer Partei vereinen.

### Nationaler Widerstand
Die Theorie der Volkssouveränität, die zur Verfassung von Eidsvoll geführt hatte, war nicht nur von Frankreich, sondern auch von dem Gedankengut deutscher politischer Romantiker über die „Volksseele“ und den „Volksgeist“ beeinflusst. Nach 1814 galt es nun, die Norweger mit einem kulturellen Band zusammenzuschließen, um daraus ein Volk, einen Organismus zu schaffen. Damit sollte letztendlich der Anspruch auf eine eigene souveräne Regierung legitimiert werden. Diese Botschaft sollte nicht nur nach außen, sondern musste auch nach innen vermittelt werden. Nicht nur das Ausland sollte Norwegen als eigene Nation wahrnehmen, sondern auch das eigene Volk musste dies erst noch begreifen.
Aus der Zeit zwischen 1814 und 1824 gibt es keine Anzeichen, dass der 17. Mai als Verfassungstag besonders gefeiert worden wäre. Das Studentenfest am 17. Mai 1824 war eher eine Reaktion auf die Politik von König Karl Johan. Je mehr dieser nämlich die Vereinigung von Schweden und Norwegen voranzutreiben suchte, bekämpfte er alle Veranstaltungen, die diesem Ziel zuwiderlaufen konnten. Das führte zu einem Verbot der Feiern zum 17. Mai, was dann die Studenten eher anstachelte und nun diesen Feiern ein ausgesprochen patriotisches Gepräge gab. 1829 spitzte sich die Konfrontation zu, indem eine friedliche Versammlung auf dem Marktplatz am 17. Mai vom Militär aufgelöst wurde. Bei dieser Versammlung war auch Henrik Wergeland anwesend. Er empfand die militärische Intervention als so skandalös, dass er seine Studentenuniform in einem Korb an den Kommandanten in Akershus sandte. Diese Ereignisse um die „Schlacht auf dem Marktplatz“ und um Wergeland verstärkten das allgemeine nationale Bewusstsein in Norwegen entscheidend.

## Wergeland und Welhaven

### Der Konflikt
1830 hatte Wergeland „Skabelsen, Mennesket og Messias“ veröffentlicht. Dieses Werk wurde unverzüglich von Welhaven in einem polemischen Gedicht „Til Henrik Wergeland“ anonym angegriffen. Das leitete den langen Streit zwischen Wergeland und Welhaven ein. Er entwickelte sich 1831 zu dem, was in der norwegischen Literaturgeschichte „Stumpefeiden“ genannt wird.
1832 sonderten sich einige Führer der Studentenvereinigung „Studentsamfundet“ ab und gründeten einen neuen Verein „Det norske Studentenforbund“, der aus Anhängern Welhavens bestand, die sich als Intelligenzpartei bezeichneten und später „Troppen“ (die Truppe) genannt wurde. Ihr Publikationsorgan hieß 1832–1834 Vidar, geleitet von Welhaven, Schweigaard, Stang und P. A. Munch, und von 1836 Den Constitutionelle. Vidar strebte ein hohes Niveau an, enthielt viele Übersetzungen aus deutschen Zeitschriften, besonders aus den Literarischen und kritischen Blättern der Börsenhalle, aber auch einiges aus der Revue encyclopedique. Der Studentenverband um Wergeland, der „Die Patrioten“ genannt wurde, gab die Zeitschrift Folkebladet heraus. Daneben gab es noch die Zeitung Statsborgeren, die die gleiche Richtung vertrat, aber viel aggressiver war, so dass deren Verleger sogar wegen Beleidigung verurteilt wurde. Wergeland wurde daraufhin Schriftleiter der Zeitung. Die Zeitung war das gefürchtetste Periodikum der Zeit. Das Ziel der Zeitung war es, die demokratischen Ideen der bäuerlichen Opposition gegen die Bürokratie der städtischen Kultur in Stellung zu bringen. Der antidänische Nationalismus der Zeitung ging so weit, dass Mitarbeiter der Zeitung vorschlugen, „alle in Norwegen lebenden Dänen zu zählen, wie es bekanntlich in Polen und Ungarn mit den dort lebenden Juden und Zigeunern geschieht.“ Hier zeigte sich bereits die Tendenz der Nationenbildung zur ethnischen Säuberung.
Welhaven veröffentlichte 1834 sein Gedicht „Norges Dæmring“ (Norwegens Dämmerung), in welchem er seine Bewegung als ein Volk im Volke darstellte und seinen Abscheu gegenüber der Rohheit der Bauernpartei und Wergeland zum Ausdruck brachte. Das Gedicht stieß auf Empörung. Nicolai Wergeland, der Vater Wergelands, schrieb eine Entgegnung: „Forsvar for det norske Folk og udförlig Kritik over det berygtede Skrift Norges Dæmring“ (Verteidigung für das norwegische Volk und eine ausführliche Kritik der berüchtigten Schrift Norges Dæmring), in welchem die Aufforderung zur öffentlichen Verbrennung der Werke Welhavens zu finden ist, die bei der 17.-Mai-Feier 1835 auch mancherorts befolgt worden ist. Welhaven war daran gelegen zu zeigen, dass es unmöglich ist, mit einer Kultur radikal zu brechen, die über mehrere Jahrhunderte gewachsen ist. Die Zeitung Den Constitutionelle war das Organ der Anhänger Welhavens und der Intellektuellen und gegen die demokratischen Tendenzen der Bauern gerichtet. Die Anhänger Welhavens sahen das Volk als Organismus, der durch die Geschichte hindurch gewachsen ist. Welhavens Freund Schweigaard hatte schon 1832 die Frage gestellt: „Wie kann man, ohne alle Geschichte zu verneinen, eine Reihe von Jahrhunderten auslassen? Das einmal Assimilierte kann nicht wieder ausgeschieden werden.“ Wergeland dagegen meinte, die Norweger sollten auf der Basis der Sagazeit fortfahren. Die bedauerliche Entwicklung der „dunklen 400 Jahre“ dänischer Herrschaft müssten übersprungen werden. Wergeland glaubte an eine organische Entwicklung der Demokratie und des Nationalbewusstseins und war sehr stark von Herder beeinflusst.
Die Frage blieb, ob das neue nationale Leben demokratisch oder aristokratisch sein solle, ob es aus dem Volkstum kommen oder auf dem Erbe einer verfeinerten Oberschicht ruhen sollte. Die Agitation des Bauernführers John Neergard brachte 1833 einen Wechsel in der Zusammensetzung des Storting, das „Bauernparlament“. Die einen sahen darin die Verwirklichung der Grundsätze der Verfassung von 1814, die anderen den Triumph der Beschränktheit und die Tendenz zum Barbarismus.

### Die Nationalismen Wergelands und Welhavens
Wergeland vereinte in sich Patriotismus und kosmopolitische Ideale. Er trug in sich den Deismus des 18. Jahrhunderts und entwickelte einen idealistischen Geschichtspantheismus. Er war der Motor der Romantik in Norwegen. Alles dies brachte er in dem Gedicht Skabelsen, Mennesket og Messias zum Ausdruck. Er war der Meinung, dass das, was natürlich ist, auch gut sei, und was sowohl gut und natürlich ist, auch unverfälscht national sei. Für ihn gehörten Demokratisierung und Vaterland zusammen. Daher waren für ihn privilegierte Klassen mit dem Begriff des Vaterlandes unvereinbar. Für die vom Lande nach Christiania einwandernden Bauernsöhne war er die politische Führerfigur. Für Wergeland repräsentierte das Bauerntum mit seiner Sprache, seinen Sitten und Einrichtungen die alte Saga-Zeit, eben das Natürliche und Gute.
Welhaven hingegen sah die Aufgabe darin, die vom Ausland aufgenommene Kultur zu assimilieren. Diese war eine Kultur der dänischen Oberschicht in Norwegen. Sie zu negieren bedeutete den Bruch einer Kulturkontinuität. Welhaven und seine Anhänger verstanden unter Volk eine kulturelle Nationalität die auf einen kleinen aristokratischen Teil des norwegischen Volkes beschränkt war.
Wergelands Nationalismus brachte sich in der von ihm geleiteten Zeitung Statsborgeren auf aggressive Weise zur Geltung. Mitarbeiter der Zeitung schlugen vor, „alle in Norwegen lebenden Dänen zu zählen, wie es bekanntlich in Polen und Ungarn mit den dort lebenden Juden und Zigeunern geschieht.“ Hier zeigte sich bereits die Tendenz der Nationenbildung zur ethnischen Säuberung. In guter dänischer Sprache erschien in der Statsborgeren eine norwegische Marseillaise, die sich gegen die jütische Sprache wandte, die sich nach Norwegen ausgebreitet hatte. Der gefeiertste Dichter Dänemarks war damals Johan Ludvig Heiberg, dessen Stücke in Norwegen auf Dänisch von dänischen Schauspielern aufgeführt wurden. In Statsborgeren erschien ein Aufruf: „Norwegische Schauspieler, norwegische Stücke, norwegische Musik. Ein norwegisches Theater in der Hauptstadt Norwegens. Weg mit den Jüten! Zum Teufel mit den Sprachverderbern, den Vagabunden!“ Die Sprache der Bauern war bislang als vulgär empfunden worden, bis sie Wergeland zu einem literarischen Instrument gestaltete. Dies war der Beginn des Sprachenstreits, der sich bis in die Gegenwart hinzieht. Für Wergeland war die dänische Sprache seicht.
Am Verfassungstag 1831 wurde eine Vereinigung gegründet, die dem städtischen Luxus abschwor. Die Mitglieder trugen nur Kleider aus selbstgewebtem Wollstoff. Seide, Baumwolle, ausländische Knöpfe waren verpönt. Wergeland schrieb dazu ein Preisgedicht „Stella mit dem Beiderwandkleid“. Wergeland selbst trug einen Anzug aus Beiderwand. 1832 wurde in der norwegischen Presse das Hambacher Fest ausführlich kommentiert.

### Rudolf Keyser und Peter Andreas Munch
Keyser und sein Schüler Munch verfolgten neben ihrer Tätigkeit, die alten norwegischen Gesetze im Archiv von Kopenhagen zu kopieren, auch ein national-patriotisches Ziel. Sie wollten nicht nur die Eigenständigkeit des norwegischen Volkes belegen, sondern darüber hinaus auch zeigen, dass das norwegische Volk eine ursprüngliche reine Rasse sei, die schon vor der Saga-Zeit von Norden nach Schweden und Dänemark eingewandert sei. Diese Kultur habe sich in Island noch so erhalten, wie sie bei den norwegischen Bergbauern auch zu finden sei. Die Sagas stellten nach ihrer Meinung das Leben des Volkes authentisch dar. Die Dänen seien demgegenüber sowohl von Norwegen aus, als auch von Goten und Deutschen durchmischt. Sie hätten daher zwar einen gelehrten, aber keinen ureigenen Zugang zu den altnordischen Quellen. Nach ihrer Meinung waren die Sagas nicht ein Werk eines einzelnen Autors, vielmehr ein Produkt des Volksgeistes. Die gesamte Dichtung der Eddazeit war nach ihnen das Produkt des ganzen Volkes. Keyser und Munch waren in ihrer Forschungsmethode durchaus rationalistisch und wissenschaftlich, in der Anwendung ihrer Ergebnisse und in deren Deutung tief in der Romantik verwurzelt. Sie vertraten einen kulturellen Nationalismus.
Diese mehr in akademischen Kreisen verwurzelten Ansichten wurden aber auch zur Richtschnur der Volkshochschulbewegung Christopher Bruuns, der die Entstehung einer Nation verknüpft sah mit der Bildungsoffensive in der Bauernschicht, um so wieder auf die Werte zu kommen, die Bruun als urnorwegisch ansah.
1842 erschien unter der Leitung des Reichsarchivars Christian Christoph Andreas Lange, der mit Keyser und Munch befreundet war, eine der ersten allgemeinwissenschaftlichen Zeitungen Norsk Tidsskrift for Videnskab og Litteratur (Norwegische Zeitschrift für Wissenschaft und Literatur), die eine große Rolle in der weiteren Entwicklung des Nationalbewusstseins spielte.

## Der Abschluss
Das Nationalbewusstsein setzte sich erst mit der Auseinandersetzung mit Schweden über eine Gleichstellung Norwegens mit Schweden innerhalb der Union durch. Angelpunkte dieser Entwicklung waren der Flaggenstreit mit Schweden, die so genannte „Bodøsache“, der Statthalterstreit und der Konsularstreit. In den letzten Jahren des 19. Jahrhunderts kann die Entwicklung des Nationalbewusstseins als abgeschlossen gelten.